# Plantskola

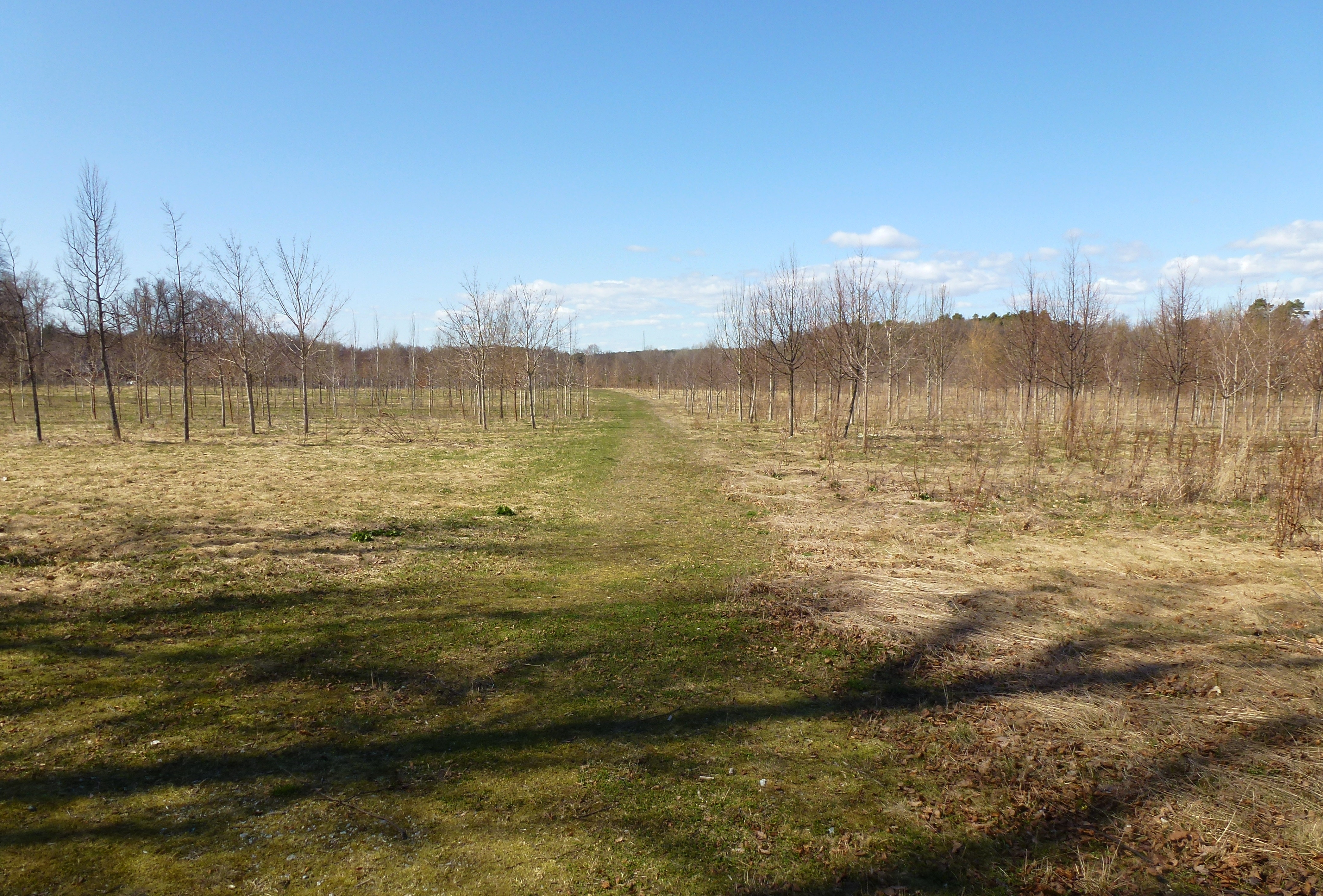
Stockholms stads trädskola i Riddersvik.

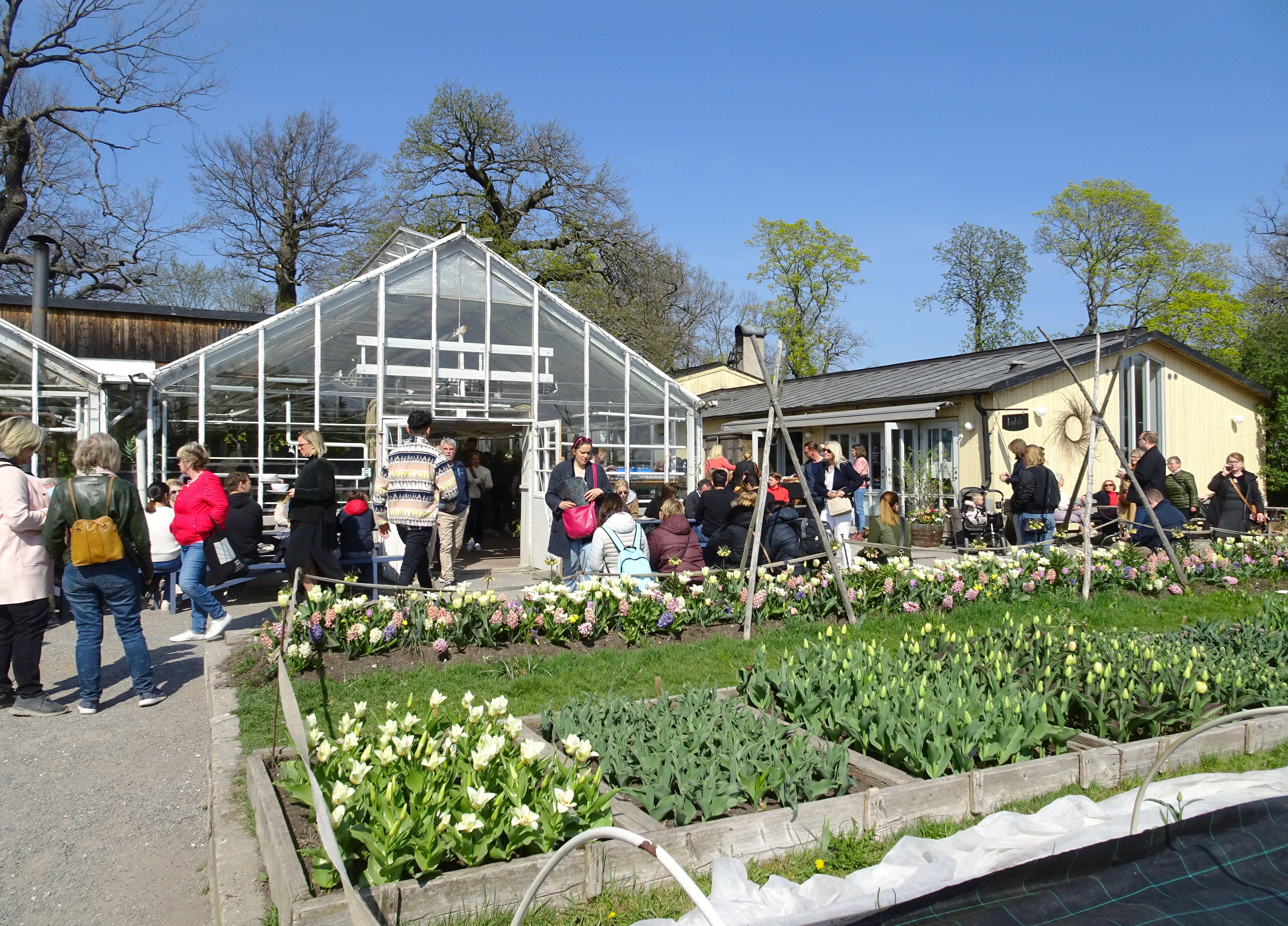
Rosendals trädgård i Stockholm.

En plantskola eller handelsträdgård är en odling, ofta i kommersiellt syfte, av fleråriga växter, vanligen träd, buskar och perenner. Även i samband med  försäljning till privatpersoner används begreppet handelsträdgård, då även tillsammans med servering och försäljning av trädgårdstillbehör. 
Sveriges första kommersiella plantskola anlades av godsägaren Carl Johan Lilliehöök på 1850-talet på Lindhults säteri i Halland. Bland handelsträdgårdar kända i Stockholmsområdet kan nämnas Slottsträdgården Ulriksdal, Rosendals trädgård och Zetas Trädgård.

## Överförd betydelse
Ordet kan även användas inom exempelvis sport, om en klubb som tränat fram många framgångsrika utövare, och inom politiken har ungdomsförbund och studentförbund ibland kallats plantskolor för politiker. Det latinska ordet seminarius med samma betydelse har givit upphov till ordet seminarium.